# بیشاپ (تگزاس)
بیشاپ، تگزاس(به انگلیسی: Bishop, Texas) شهری در ایالت تگزاس از ایالات جنوبی ایالات متحده آمریکا است. در سرشماری سال ۲۰۰۰، جمعیت این شهر ۳۳۰۵ نفر اعلام شد.